# Werner Mölders

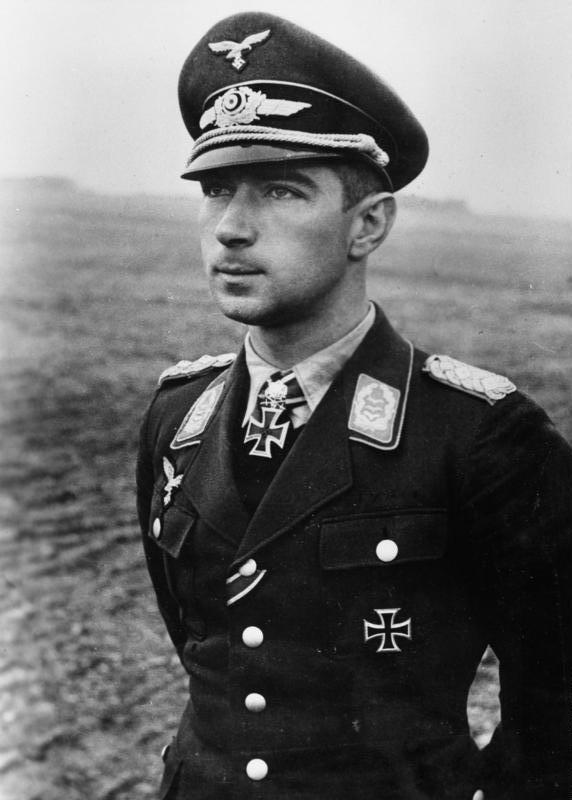
Werner Mölders, NS-Propagandafoto 1941

Werner Mölders (* 18. März 1913 in Gelsenkirchen; † 22. November 1941 in Breslau) war ein Offizier und Jagdflieger der deutschen Luftwaffe während der NS-Zeit. Der im Spanischen Bürgerkrieg und im Zweiten Weltkrieg eingesetzte Mölders war einer der höchstdekorierten Soldaten der Luftwaffe.
Der sogenannte Möldersbrief, ein vom britischen Geheimdienst lanciertes Schriftstück, in dem Mölders aus christlichen Beweggründen eine Distanzierung vom Nationalsozialismus zum Ausdruck brachte, verschaffte ihm auch in den Jahren nach Kriegsende 1945 eine gewisse Popularität. Das Schreiben wurde 1962 eindeutig als Fälschung identifiziert. Die Bundesmarine benannte 1968 einen Zerstörer nach ihm. Kontroversen um die Ehrung Mölders’ im Rahmen der militärischen Traditionspflege der Bundeswehr dauern bis in die Gegenwart an. 2004 entschied Verteidigungsminister Peter Struck, Bundeswehreinrichtungen nicht weiter den Namen Mölders tragen zu lassen. Zur Begründung wurde unter anderem eine fehlende Distanz zum Nationalsozialismus sowie Mölders’ Rolle in der Legion Condor während des Spanischen Bürgerkriegs herangezogen.

## Leben

### Herkunft und Schule
Werner Mölders war das dritte von vier Kindern des Studienrats Viktor Mölders und seiner Ehefrau Annemarie, geb. Riedel. Nachdem sein Vater als Leutnant des Königs-Infanterie-Regiments (6. Lothringisches) Nr. 145 während des Ersten Weltkriegs am 2. März 1915 in Vauquois gefallen war, zog seine Mutter, die aus einer bekannten Brandenburger Kaufmannsfamilie stammte, mit den Kindern nach Brandenburg (Havel). Neben der Schule engagierte er sich in der katholischen Jugendgruppe „Bund Neudeutschland“ und im Brandenburger Ruderklub.

### Reichswehr und Aufbau der Luftwaffe
Schon als Kind zog es ihn zum Militär. Nach bestandenem Abitur an der Saldria meldete sich Mölders freiwillig zur Reichswehr. Von 60 Offizieranwärtern seines Jahrgangs wurden 1932 drei eingestellt, unter ihnen Mölders. Er erhielt zunächst in Allenstein (Ostpreußen) eine Ausbildung zum Pionieroffizier und meldete sich als Oberfähnrich freiwillig zur damals noch geheimen Luftwaffe. Die Ausbildung zum Flugzeugführer durchlief er 1934 in Cottbus.
Dem 1935 in die Luftwaffe übernommenen Pionierleutnant wurde zusammen mit einigen älteren Offizieren die Aufgabe übertragen, ein Sturzkampfflugzeug-Geschwader aufzustellen. Im Mai desselben Jahres erhielt er das Flugzeugführerabzeichen der Luftwaffe. 1937 übernahm Mölders als Oberleutnant die 1. Staffel beim Jagdgeschwader 334 in Wiesbaden.

### Legion Condor und Vorkriegszeit
Mölders musste aufgrund seiner ungeplanten Versetzung zur Jagdfliegergruppe lange auf den Befehl warten, sich zur Legion Condor zu melden. Erst im April 1938 betrat er spanischen Boden und übernahm am 25. Mai 1938 Adolf Gallands 3. Staffel der Jagdgruppe 88, die auf der Seite Francisco Francos im Spanischen Bürgerkrieg kämpfte.
Mölders’ Staffel war zunächst mit dem Jagdflugzeug Heinkel He 51 ausgerüstet, das zur Bekämpfung von frontnahen Bodenzielen durch Tiefangriffe eingesetzt wurde.
Im Juli 1938 wurde auch die 3. Staffel mit dem neuen Jagdflugzeug Messerschmitt Bf 109 ausgerüstet. Die Messerschmitts der gesamten Jagdgruppe flogen in der Schlacht um den Ebro-Bogen von La Sénia als Jagdschutz für die Bomber- und Stuka-Verbände. Die massiven Bombenangriffe auf Truppenansammlungen, Stellungen, Flussübergänge und Ortschaften hatten einen großen Anteil an der Niederlage der Truppen der linken Volksfrontregierung der spanischen Republik unter Präsident Manuel Azaña gegen die putschenden Nationalisten.
Während seines Einsatzes in Spanien verfeinerte Mölders die von Günther Lützow im Jahr zuvor entwickelten neuen Luftkampftaktiken wie den aus vier Flugzeugen bestehenden Vierfingerschwarm, im NATO-englisch heute Finger Four Formation. Diese Gefechtsformation bot Vorteile bei Selbstschutz und Angriff und wurde nach und nach bei allen Luftstreitkräften der Welt Standard.
In Spanien erzielte Mölders 14 bestätigte Abschüsse und war damit der erfolgreichste auf nationalistischer Seite kämpfende deutsche Jagdpilot. Er erhielt das Spanienkreuz in Gold mit Brillanten und wurde vorzeitig im Alter von 25 Jahren zum Hauptmann befördert.
Nach seiner Rückkehr war Mölders zunächst im Stabsdienst im Reichsluftfahrtministerium tätig, wo er die neuen Taktiken dokumentierte und sein Wissen bei diversen Geschwaderbesuchen im Jahre 1939 an seine Pilotenkameraden vermittelte.

### Zweiter Weltkrieg

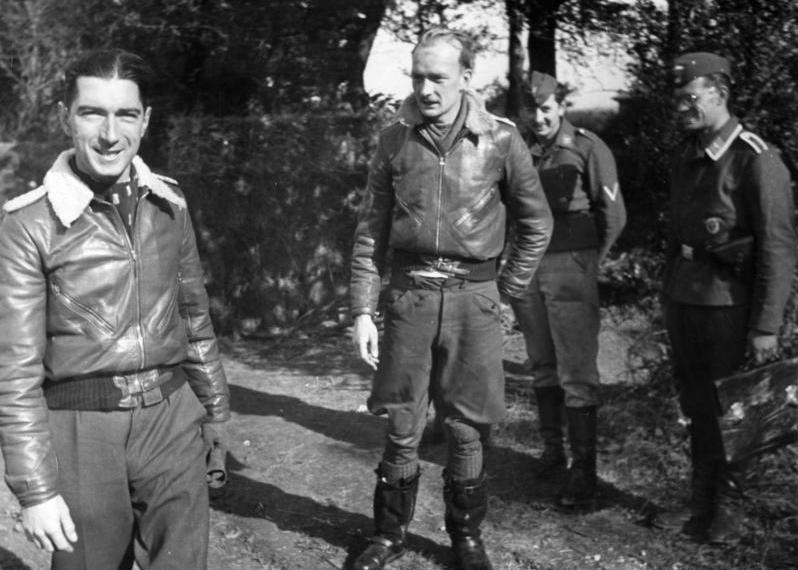
Werner Mölders (links), 1940

Den Beginn des Zweiten Weltkrieges erlebte Mölders als Staffelkapitän der 1. Staffel des Jagdgeschwaders 53 (JG 53) „Pik As“. Im Oktober 1939 wurde er mit der Aufstellung der III. Gruppe des JG 53 in Wiesbaden-Erbenheim und mit Grenzüberwachungsaufgaben beauftragt. Nach sieben Luftsiegen erhielt er im April 1940 das Eiserne Kreuz I. Klasse, Ende Mai als erster deutscher Jagdflieger nach 20 Luftsiegen das Ritterkreuz des Eisernen Kreuzes.
Am 5. Juni 1940, während der zweiten Phase des Westfeldzugs, trafen 15 Messerschmitt 109 bei Beauvais mit sieben Dewoitine D.520 zusammen.
Der Pilot René Pomier Layrargues schoss Mölders’ Bf 109 ab und wurde anschließend von drei Bf 109 attackiert. Layrargues schoss eine davon ab, hatte dann keine Munition mehr, wurde von einer Bf 109 abgeschossen und starb, als sein Flugzeug in ein Haus in Beauvais-Marissel stürzte.
Mölders geriet in französische Kriegsgefangenschaft.
Nach dem Waffenstillstand von Compiègne am 22. Juni 1940 kam er wieder frei.

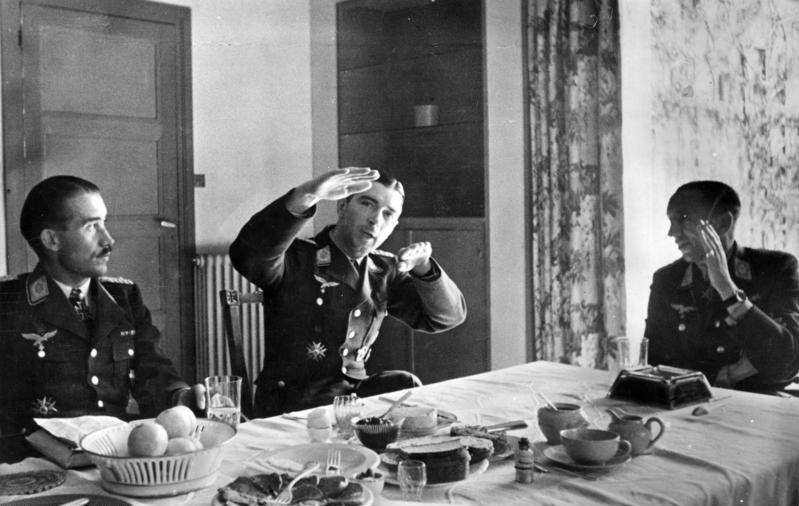
Mölders schildert in Gegenwart von Theodor Osterkamp (rechts) und Adolf Galland (links) den Verlauf seines letzten Luftkampfes, 1941

Zum Major befördert, übernahm Mölders am 20. Juli 1940 als Kommodore das Jagdgeschwader 51 in Saint-Inglevert. Dieses Geschwader trug zu dieser Zeit die Hauptlast in der Luftschlacht um England. Seinen 40. Luftsieg errang Mölders am 21. September 1940. Er war damit der erste Jagdflieger im Zweiten Weltkrieg, der diese Zahl erreichte, und erhielt als zweiter Soldat der Wehrmacht das Eichenlaub zum Ritterkreuz. Sein Geschwader war zu diesem Zeitpunkt das erfolgreichste der Luftwaffe. Im Oktober 1940 erzielte er seinen 50. Luftsieg und wurde zum Oberstleutnant befördert.
Unmittelbar vor Beginn des Krieges gegen die Sowjetunion wurde sein Geschwader nach Polen verlegt. Mölders’ Geschwader gehörte zur Luftflotte 2, die im Abschnitt der Heeresgruppe Mitte eingesetzt war. Zu den Aufgaben der Piloten gehörte neben dem Begleitschutz für die Bomberstaffeln und der sogenannten freien Jagd auch die Bekämpfung von Bodenzielen mit Bordwaffen und Bomben.
Als die Wehrmacht in der Sowjetunion einfiel, jubelte er: „Ein gewaltiger Krieg ist im Gange, und ich bin stolz darauf, mit meinem Geschwader im Schwerpunkt der Kampfhandlungen eingesetzt zu sein.“ Am ersten Tag des Feldzugs gegen die Sowjetunion besiegte Mölders vier Gegner im Luftkampf, woraufhin ihm als zweitem Soldaten der Wehrmacht nach Adolf Galland die Schwerter zum Ritterkreuz mit Eichenlaub verliehen wurden. Es waren seine Luftsiege 69 bis 72. Am 15. Juli 1941 erzielte er fünf weitere Luftsiege an einem Tag und steigerte damit die Gesamtzahl seiner Abschüsse auf 101, damit übertraf er den bis dahin erfolgreichsten Jagdflieger Manfred von Richthofen. Als erster Offizier der Wehrmacht wurde er daraufhin von Adolf Hitler mit der damals höchsten deutschen Tapferkeitsauszeichnung, den Brillanten zum Ritterkreuz mit Eichenlaub und Schwertern, ausgezeichnet.
Kurz darauf wurde er mit 28 Jahren zum Oberst befördert. Gleichzeitig erhielt Mölders Feindflugverbot und wurde als Inspekteur der Jagdflieger (später in General der Jagdflieger umbenannt) zum Generalstab der Luftwaffe ins Reichsluftfahrtministerium nach Berlin versetzt. Im Herbst 1941 erhielt er den Auftrag, den Jagdschutz der zum Angriff auf die Halbinsel Krim angetretenen Verbände vom Boden aus zu führen.

### Tod

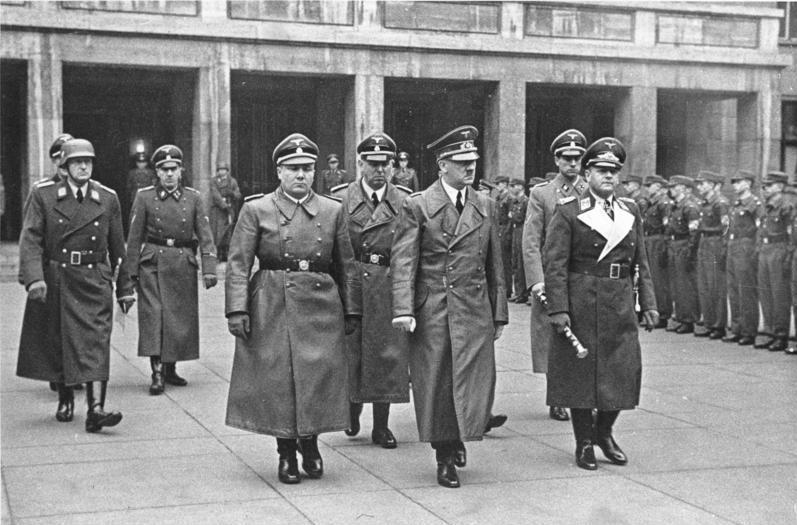
Beisetzung von Mölders, 1941

Während einer Inspektionsreise an die Ostfront erhielt Mölders den Befehl, sich zum Staatsbegräbnis des Generalluftzeugmeisters Udet nach Berlin zu begeben. Auf dem Flug von der Krim nach Berlin am 22. November 1941 nutzte er als Passagier eine Heinkel He 111 H-6 (Geschwaderkennung 1G+BT) des Kampfgeschwaders 27. Während des Fluges fiel kurz vor Breslau der linke Motor aus. Beim Landeanflug auf den Flugplatz Breslau-Schöngarten fiel auch der rechte Motor aus und das Flugzeug stürzte ab. Mölders und der Pilot Oberleutnant Georg Kolbe starben. Sein Adjutant Major Paul Wenzel und der Bordfunker Oberfeldwebel Tenz überlebten den Unfall.
Nach einem Staatsakt im Ehrensaal des Reichsluftfahrtministeriums wurde Mölders’ Sarg in einem Trauerzug durch die Stadt Berlin zum Invalidenfriedhof überführt, bei der unter anderem Günther Lützow, Adolf Galland, Wolfgang Falck, Walter Oesau und Hans Hahn das Ehrengeleit stellten. Er wurde neben Ernst Udet, Manfred von Richthofen und Wolff von Stutterheim beigesetzt.

## Hinterbliebene
Wenige Wochen vor seinem Tod heiratete Mölders mit Genehmigung von Hermann Göring in der Christkönig-Kirche des kleinen Taunusortes Falkenstein seine Verlobte Luise Baldauf, die im fünften Monat von ihm schwanger war. Für das 2008 erschienene, von Heiner Möllers als „bislang abgewogenste Biographie“ über Mölders rezensierte Werk von Kurt Braatz gab die Witwe Luise Petzoldt-Mölders (1913–2011) dem Biographen umfassende Interviews.

## Nachleben

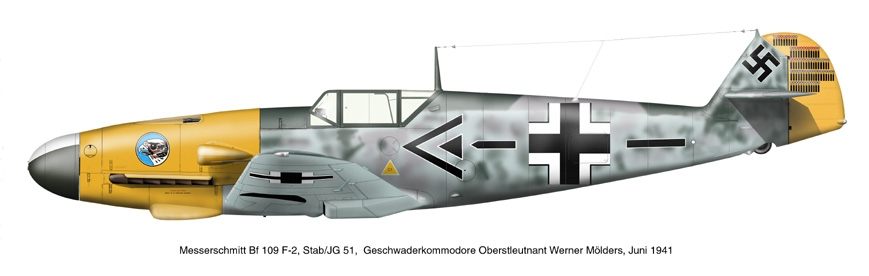
Messerschmitt Bf 109 F-2 des JG 51

Mit Mölders’ Funktion als General der Jagdflieger wurde Adolf Galland betraut. Mölders’ altes Geschwader, das JG 51, erhielt den Namen „Jagdgeschwader Mölders“ und wurde somit zu einem Traditionsgeschwader, dessen Angehörige ein entsprechendes Ärmelband tragen durften.
Posthum bekannt wurde im Januar 1942 der sogenannte Möldersbrief, der sich erst 20 Jahre später endgültig als Fälschung des britischen Secret Intelligence Service erwies. In dem angeblichen Schreiben an einen erfundenen Stettiner Propst namens Johst bekannte sich der Kriegsheld kurz vor seinem Tod als tief gläubiger Katholik, der aus religiöser Überzeugung heraus Distanz zum Nationalsozialismus halte. Mölders war zeitlebens tatsächlich sehr religiös gewesen, sodass die Aussagen in dem Brief vielen glaubhaft erschienen. Die NS-Propaganda, die kirchliche Akteure hinter der Schrift vermutete, bezeichnete den Brief im Nationalblatt sofort als „grobe Fälschung“, hatte aber besonders in kirchlich angebundenen Kreisen beider Konfessionen Schwierigkeiten, mit dieser Bewertung durchzudringen. Der Brief wurde von manchen Geistlichen von der Kanzel verlesen oder heimlich weitergegeben und bekam eine hohe Popularität, die bis weit in die Nachkriegszeit anhielt.

## Bewertung nach 1945

### Anfängliche Würdigung
Am 13. April 1968 taufte Mölders’ Mutter einen Lenkwaffenzerstörer der Bundesmarine auf den Namen Mölders. Die Namensgebung war vom damaligen Verteidigungsminister Gerhard Schröder angeordnet worden. Das Schiff befand sich von 1969 bis 2003 im Dienst und ist seit dem 24. Juni 2005 als zentrales Ausstellungsstück des Deutschen Marinemuseums in Wilhelmshaven für die Öffentlichkeit zugänglich.
Am 9. November 1972 wurde die Kaserne der II. Abteilung Fernmelderegiment 34 der deutschen Luftwaffe in Visselhövede nach Werner Mölders benannt. Die Kaserne trug diesen Namen bis Januar 2005.
Von 1973 bis 2005 trug das in Neuburg an der Donau stationierte Jagdgeschwader 74 (JG 74) der Luftwaffe den Traditionsnamen Werner Mölders. Mit dieser Benennung war wie bereits zuvor beim JG 51 der Wehrmacht das Recht verbunden, ein Ärmelband mit dem Ehrennamen an der Uniform zu tragen.
In acht deutschen Städten gibt es eine Möldersstraße. 2007 hat der CSU-Staatssekretär im Bundesverteidigungsministerium Christian Schmidt sich gegen die 2005 von dem früheren Verteidigungsminister Peter Struck beschlossene Entfernung Mölders’ als Vorbild für die Bundeswehr eingesetzt. Die Zeitschrift des Jagdgeschwaders 74 (JG 74) heißt weiterhin Der Mölderianer.

### Gutachten des Militärgeschichtlichen Forschungsamtes und Folgen
Im April 1998 beschloss der Deutsche Bundestag aus Anlass des 60. Jahrestages der Bombardierung Guernicas einen Antrag, der die Bundesregierung verpflichtete, dafür Sorge zu tragen, dass Mitgliedern der Legion Condor nicht weiter ehrendes Gedenken zum Beispiel in Form von Kasernenbenennungen der Bundeswehr zuteil werde. Bereits nach Mitgliedern der Legion Condor benannte Kasernen seien umzubenennen. Der Beschluss ging auf einen Antrag der Fraktionen der SPD und Bündnis 90/Die Grünen zurück. Im federführenden Innenausschuss setzte die Mehrheit (CDU/CSU, FDP) die Streichung des Abschnitts zur Kasernenbenennung durch. In der entscheidenden Parlamentssitzung gelang es der PDS, für ihren Antrag, den gestrichenen Passus wieder aufzunehmen, eine Mehrheit zu gewinnen. Neben der PDS stimmten die Grünen zu, die SPD enthielt sich der Stimme. Da nur wenige Abgeordnete anwesend waren, kam so eine Mehrheit gegen die Stimmen von CDU/CSU und FDP zustande. Der so wieder in seinen Ursprungszustand versetzte Antrag wurde anschließend mit einer Gegenstimme aus der CDU/CSU-Fraktion verabschiedet.
Dieser Beschluss wurde in Bezug auf Mölders zunächst nicht umgesetzt, weil er nicht an der Bombardierung Guernicas beteiligt gewesen war. Die restriktive Auslegung des Beschlusses stieß innerhalb und außerhalb des Parlaments teilweise auf heftige Kritik. Deshalb wurde das Militärgeschichtliche Forschungsamt (MGFA) der Bundeswehr um ein Gutachten zur Person Werner Mölders gebeten.
Das im August 2004 vorgelegte Gutachten kam zu dem Schluss, Mölders habe bis zu seinem tödlichen Flugunfall stets im Sinne der Kriegführungspolitik des NS-Regimes gehandelt und eine systemkonforme Haltung an den Tag gelegt. Er soll prototypisch dem leistungsorientierten, nicht Standesgesichtspunkten unterliegenden, dafür aber Gefolgschaft beanspruchenden und erhaltenden Offizier nationalsozialistischer Prägung entsprochen haben. Mölders selbst habe sich auf die mediale Inszenierung als Kriegsheld eingelassen. Eine Distanz Mölders’ zum Nationalsozialismus, etwa aufgrund seines christlichen Hintergrundes, sei nicht zu belegen. Bei den Tieffliegerangriffen in Spanien nahm Mölders nach Ansicht der MGFA-Autoren den Tod von nichtkämpfenden Zivilpersonen zumindest billigend in Kauf. Das Gutachten kommt zu dem Schluss, dass mit den Benennungen durch die unhinterfragte Übernahme von Mölders als soldatisches Vorbild in der Bundeswehr das grundlegende Prinzip der Inneren Führung ignoriert worden sei. Außerdem seien die für vorbildhaft gehaltenen militärischen Leistungen ihres historischen und politischen Kontextes entkleidet und an keiner Stelle problematisiert worden, dass sie im Rahmen eines Angriffs- und Vernichtungskrieges für das NS-Regime erbracht wurden.
Im Januar 2005 beschloss der Bundesminister der Verteidigung Peter Struck auf Grundlage des Gutachtens, dass Einrichtungen der Bundeswehr nicht länger den Namen Mölders’ tragen sollen. Im Rahmen eines Appells wurde daraufhin das Jagdgeschwader 74 „Mölders“ am 11. März 2005 in Jagdgeschwader 74 umbenannt.
Gegen diese Entscheidung protestierten einzelne Bundeswehrangehörige, unter anderem der erste Kommandant des Zerstörers „Mölders“, mit der Begründung, dass Mölders am Angriff auf Guernica gar nicht beteiligt gewesen und auch sonst die Quellenlage zur Einstellung des christlich orientierten Mölders gegenüber dem Nationalsozialismus sehr dünn sei. Ein weiteres Argument gegen eine Namensänderung war, dass der Name JG 74 „Mölders“ in Deutschland eingeführt und bekannt sei. Eine Petition der Soldaten des JG 74 musste auf Druck des Ministeriums abgebrochen werden; der Protest einiger Prominenter wie z. B. Horst Seehofer, pensionierter Bundeswehroffiziere, Luftwaffeninspekteure und NATO-Generäle wie Günther Rall, Roderich Cescotti und Jörg Kuebart sowie der Mölders-Vereinigung blieb letztlich wirkungslos.
Trotz der von Struck angeordneten Umbenennung genoss Mölders in Teilen der Bundeswehr auch mehrere Jahre nach der Umbenennung großes Ansehen, was auf scharfe Kritik stieß. Versuche im Jahr 2005, in Geilenkirchen und Ingolstadt Straßen umzubenennen, scheiterten an der Stadtratsmehrheit von CDU bzw. CSU.

## Auszeichnungen
- Medalla de la Campaña Española
- Spanische Medalla Militar

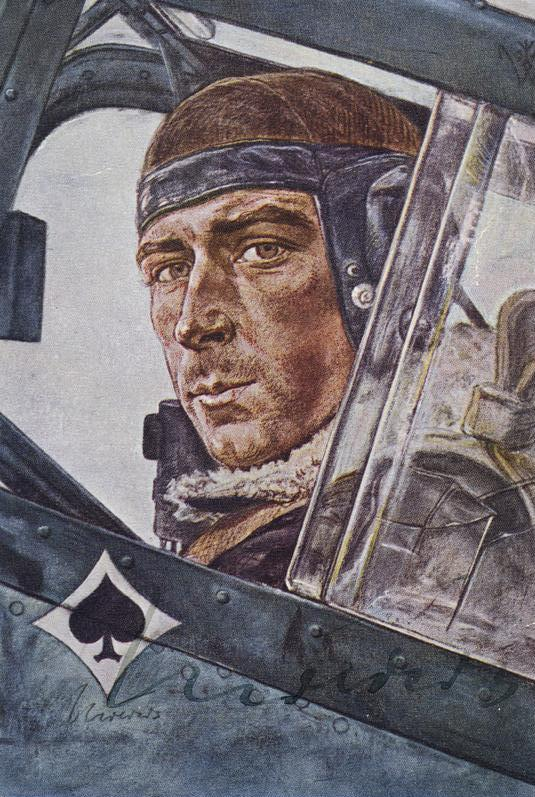
Von Wolfgang Willrich gestaltete NS-Propaganda-Postkarte. Originalunterschrift: Oberstleutnant Mölders einer unserer erfolgreichsten Jagdflieger, Verlag Volksbund für das Deutschtum im Ausland, 1941

- Spanienkreuz mit Schwertern in Gold mit Brillanten[40]
- Frontflugspange für Jäger in Gold mit Brillanten
- Verwundetenabzeichen (1939) in Schwarz
- Eisernes Kreuz (1939) II. Klasse am 20. September 1939
- Eisernes Kreuz (1939) I. Klasse am 2. April 1940
- Flugzeugführer- und Beobachterabzeichen in Gold mit Brillanten im August 1940[41]
- Ritterkreuz des Eisernen Kreuzes mit Eichenlaub, Schwertern und Brillanten[42]
  - Ritterkreuz am 29. Mai 1940
  - Eichenlaub am 21. September 1940 (2. Verleihung)
  - Schwerter am 22. Juni 1941 (2. Verleihung)
  - Brillanten am 15. Juli 1941 (1. Verleihung)
- zehnmalige Nennung im Wehrmachtbericht

Ehrung während der Zeit des Dritten Reiches
Die Stadt Brandenburg (Havel) benannte 1941 die Steinstraße, die wichtigste Ost-West-Achse der Neustadt Brandenburg, in Werner-Mölders-Straße um. Die Benennung wurde 1945 rückgängig gemacht.